# Neda Pagon
Neda (Adriana) Pagon, slovenska sociologinja, filozofinja, prevajalka, publicistka in  urednica, * 13. april 1941, Gorica, doma iz Črnega Vrha nad Idrijo, † 25. oktober 2020, Ljubljana
Neda Pagon velja za eno najbolj prodornih in uglednih družboslovk konca 20. stoletja in začetka 21. stoletja v Sloveniji. Po gimnaziji v Idriji in Postojni je študirala na Filozofski fakulteti Univerze v Ljubljani, kjer je leta 1964 diplomirala in leta 1993 doktorirala.
Sodelovala je v civilno-družbenih gibanjih v 80. letih in v času osamosvajanja. Nato se je kot sociologinja in romanistka z doktoratom znanosti iz sociologije kulture ukvarjala z raziskovanjem, predvsem s socialno zgodovino in sociologijo vsakdanjega življenja. Delovala je kot predavateljica na Fakulteti za družbene vede, Pedagoški akademiji v Ljubljani, kot znanstvena svetnica na Znanstvenoraziskovalnem centru SAZU in kot honorarna predavateljica na drugih družboslovnih ustanovah.
Bila je prevajalka, publicistka in četrt stoletja glavna in odgovorna urednica akademske založbe Studia humanitatis, pa tudi soustanoviteljica Institutum studiorum humanitatis - Fakultete za podiplomski humanistični študij ter Inštituta za civilizacijo in kulturo, na katerih je sodelovala kot raziskovalka, recenzentka, svetovalka in mentorica. Bila je dolgoletna članica Sveta Moderne galerije in v letih 2014-2018 tudi njegova predsednica.
Bibliografski seznam Nede Pagon obsega okoli 200 vnosov (COBISS). 
Umrla je po daljši bolezni.

## Zasebno
Njena otroka sta Alja Brglez in Andrej Brglez.